# Selección de fútbol de Bosnia y Herzegovina
La selección de fútbol de Bosnia y Herzegovina (en bosnio: Nogometna/Fudbalska reprezentacija Bosne i Hercegovine) es el equipo nacional de fútbol de ese país en las competiciones oficiales. Su organización está a cargo de la Federación de Fútbol de Bosnia y Herzegovina, perteneciente a la UEFA. Hasta 1992, los jugadores bosnios jugaban en la selección de fútbol de Yugoslavia. Participó por primera vez en su historia en una Copa del Mundo en Brasil 2014, debutando con una derrota ante la Argentina, con el detalle de que Kolašinac se convierte en el jugador en marcar el auto-gol más rápido en la historia de los mundiales a los dos minutos con 22 segundos. Posteriormente pierde ante Nigeria por la cuenta mínima por anotación de Peter Odemwingie. Finalizando su participación con un triunfo ante Irán con goles de Edin Džeko, Miralem Pjanić y Avdija Vršajević.
La selección nacional de Bosnia y Herzegovina nunca había podido clasificarse para un torneo oficial de la UEFA, pero se había acercado en varias ocasiones. En particular, el equipo nacional jugó contra Portugal la repesca tanto para la Copa Mundial de la FIFA 2010 como para la UEFA Euro 2012. La selección nacional estuvo en situación de clasificación para la UEFA Euro 2004 y la UEFA Euro 2012 pero necesitaron una victoria en el último partido para clasificarse para la fase final del torneo. Durante la fase de clasificación para la Copa Mundial de 2006, la selección bosnia estuvo a una victoria de lograr su pase.
El estadio donde Bosnia disputa sus partidos como local es Bilino Polje en la ciudad de Zenica. La primera victoria internacional de la selección nacional como miembro de la FIFA fue contra el subcampeón de la Copa Mundial de la FIFA 1994, Italia, el 6 de noviembre de 1996. El ranking mundial de la FIFA más alto del equipo nacional fue 13.º en agosto de 2013. En los últimos años, el equipo nacional terminó dos veces entre los tres equipos con mayor progreso en la Clasificación Mundial de la FIFA del año.

## Historia
Aunque la Federación de Fútbol de Bosnia y Herzegovina se creó en 1993, recién en 1996 fue aceptada como miembro de la FIFA, lo que permitió al combinado nacional disputar las eliminatorias de acceso a la Copa Mundial de 1998. Jugó su primer partido oficial el 30 de noviembre de 1995, perdiendo por 0-2 ante Albania. Inicialmente solo acudían a los partidos de la selección jugadores bosníacos o bosniocroatas, empezando a acudir también años más tarde jugadores serbobosnios. 

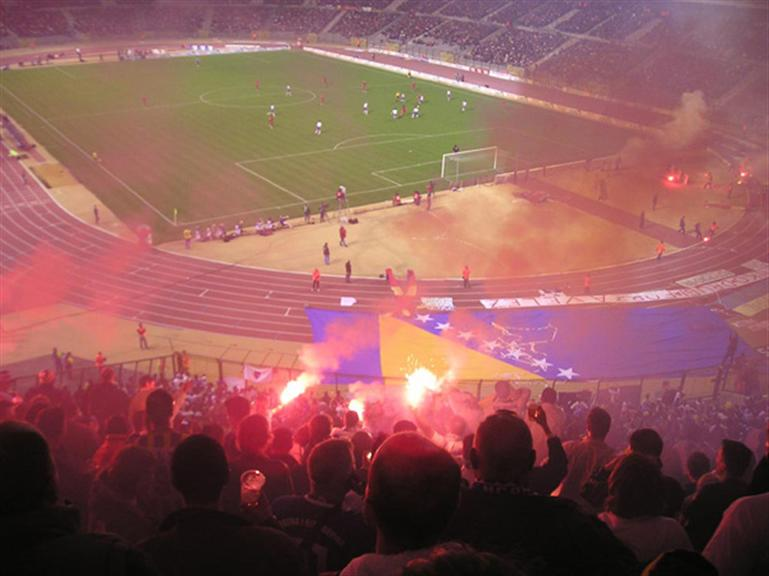
La selección bosnia durante un partido en el estadio Rey Balduino de Bruselas.

Para las clasificatorias de la UEFA a la Copa del Mundo de Sudáfrica 2010 compartió el Grupo 5 con España, Turquía, Bélgica, Estonia y Armenia.
Su primer partido fue contra España el cual perdió por 1-0 (visita), después consiguió una abultada victoria sobre Estonia, 7-0 (local), volvió a perder esta vez contra Turquía 2-1 (visita), le ganó a Armenia 4-1 (local) a Bélgica 2-4 (visita) y 2-1 (local), de nuevo le ganó a Armenia 0-2 (visita), empató 1-1 frente a Turquía (local), le ganó a Estonia 0-2 (visita) y terminó perdiendo 2-5 contra España (local).
Al final de la fase de clasificación se ubicó en el segundo lugar con 19 puntos, dándole la posibilidad de jugar el repechaje. Su rival fue Portugal con el cual perdió ambos partidos por 1-0 (ida) y 0-1 (vuelta), dejando a la selección bosnia fuera de la Copa del Mundo. Durante la clasificación el goleador fue Edin Džeko con 9 goles, solo uno detrás de Theofanis Gekas de Grecia, goleador de las clasificatorias con 10.
Para las clasificatorias de la Euro 2012 Polonia y Ucrania se ubicó en el Grupo D junto con Francia, Rumania, Bielorrusia, Albania y Luxemburgo.
Empezó ganándole a Luxemburgo 0-3 (visita), luego perdió 0-2 con Francia (local), empató con Albania 1-1 (visita), le ganó a Rumania 2-1 (local) y 0-3 (visita), le ganó a Albania 2-0 (local) y a Bielorrusia 0-2 (visita) y 1-0 (local), le ganó a Luxemburgo 5-0 (local) y terminó empatando con Francia 1-1 (visita) logrando de esta forma 20 puntos y consiguiendo el segundo puesto detrás de Francia (21), que le dio la posibilidad de jugar el repechaje. Nuevamente su rival sería Portugal. En el partido de ida jugado en territorio bosnio, el partido terminó igualado a 0. El partido de vuelta terminó siendo favorable para Portugal con un contundente 6-2, dejando otra vez a Bosnia y Herzegovina fuera de un torneo de selecciones.
Los goleadores de la clasificación para Bosnia y Herzegovina fueron Zvjezdan Misimović y Edin Džeko, ambos con 4 anotaciones, les siguió Haris Medunjanin con 3, Vedad Ibišević y Miralem Pjanić con 2, Sejad Salihović, Darko Maletić, Senijad Ibričić y Emir Spahić con 1.
Para las clasificatorias de la UEFA a la Copa del Mundo de Brasil 2014 compartió el Grupo G con Grecia, Eslovaquia, Lituania, Letonia y Liechtenstein.
Su primer partido fue contra Liechtenstein ganado por 8-1 de visita, después venció a Letonia de local 4-1 , empató con Grecia 0-0 de visita, le ganó a Lituania 3-0 de local , a Grecia 3-1 de local, le ganó a Letonia 5-0 de visita, después se enfrentó en dos partidos seguidos ante Eslovaquia perdiendo el primero por 1-0 como local pero ganando el segundo por 2-1 como visitante. Luego venció a Liechtenstein 4-1 como local. En la última fecha venció por 1-0 a Lituania como visitante, logrando sumar un total de 25 puntos al igual que Grecia, pero el equipo de la ex Yugoslavia terminó como líder por su mejor diferencia de goles, de esta manera la selección Bosnia logra clasificarse por primera vez en su historia a una Copa del Mundo.

## Últimos partidos y próximos encuentros
Actualizado al último partido jugado el 10 de junio de 2025
| Fecha      | Ciudad     | Local          | Resultado | Visitante      | Competición                     |
| ---------- | ---------- | -------------- | --------- | -------------- | ------------------------------- |
| 03-06-2024 | Newcastle  | Inglaterra     | 3:0 (0:0) | Bosnia y Herz. | Partido amistoso                |
| 09-06-2024 | Empoli     | Italia         | 1:0 (1:0) | Bosnia y Herz. | Partido amistoso                |
| 07-09-2024 | Eindhoven  | Países Bajos   | 5:2 (2:1) | Bosnia y Herz. | Liga de Naciones UEFA 24/25     |
| 10-09-2024 | Budapest   | Hungría        | 0:0       | Bosnia y Herz. | Liga de Naciones UEFA 24/25     |
| 11-10-2024 | Zenica     | Bosnia y Herz. | 1:2 (0:2) | Alemania       | Liga de Naciones UEFA 24/25     |
| 14-10-2024 | Zenica     | Bosnia y Herz. | 0:2 (0:1) | Hungría        | Liga de Naciones UEFA 24/25     |
| 16-11-2024 | Freiburg   | Alemania       | 7:0 (3:0) | Bosnia y Herz. | Liga de Naciones UEFA 24/25     |
| 19-11-2024 | Zenica     | Bosnia y Herz. | 1:1 (0:1) | Países Bajos   | Liga de Naciones UEFA 24/25     |
| 21-03-2025 | Bucarest   | Rumania        | 0:1 (0:1) | Bosnia y Herz. | Clasificación Copa Mundial 2026 |
| 24-03-2025 | Zenica     | Bosnia y Herz. | 2:1 (1:1) | Chipre         | Clasificación Copa Mundial 2026 |
| 07-06-2025 | Zenica     | Bosnia y Herz. | 1:0 (0:0) | San Marino     | Clasificación Copa Mundial 2026 |
| 10-06-2025 | Liubliana  | Eslovenia      | 2:1 (0:0) | Bosnia y Herz. | Partido amistoso                |
| 06-09-2025 | Serravalle | San Marino     | -:-       | Bosnia y Herz. | Clasificación Copa Mundial 2026 |
| 09-09-2025 | TBD        | Bosnia y Herz. | -:-       | Austria        | Clasificación Copa Mundial 2026 |

## Estadísticas

### Copa Mundial de Fútbol
| Copa Mundial de Fútbol                | Copa Mundial de Fútbol | Copa Mundial de Fútbol | Copa Mundial de Fútbol | Copa Mundial de Fútbol | Copa Mundial de Fútbol | Copa Mundial de Fútbol | Copa Mundial de Fútbol | Copa Mundial de Fútbol | Copa Mundial de Fútbol |
| Año                                   | Ronda                  | Posición               | J                      | G                      | E                      | P                      | GF                     | GC                     | DG                     |
| ------------------------------------- | ---------------------- | ---------------------- | ---------------------- | ---------------------- | ---------------------- | ---------------------- | ---------------------- | ---------------------- | ---------------------- |
| 1930 - 1990                           | Parte de Yugoslavia    | Parte de Yugoslavia    | Parte de Yugoslavia    | Parte de Yugoslavia    | Parte de Yugoslavia    | Parte de Yugoslavia    | Parte de Yugoslavia    | Parte de Yugoslavia    | Parte de Yugoslavia    |
| Como República de Bosnia- Herzegovina |                        |                        |                        |                        |                        |                        |                        |                        |                        |
| 1994                                  | No participó           | No participó           | No participó           | No participó           | No participó           | No participó           | No participó           | No participó           | No participó           |
| 1998                                  | No clasificó           | No clasificó           | No clasificó           | No clasificó           | No clasificó           | No clasificó           | No clasificó           | No clasificó           | No clasificó           |
| Como Bosnia y Herzegovina             |                        |                        |                        |                        |                        |                        |                        |                        |                        |
| 2002                                  | No clasificó           | No clasificó           | No clasificó           | No clasificó           | No clasificó           | No clasificó           | No clasificó           | No clasificó           | No clasificó           |
| 2006                                  | No clasificó           | No clasificó           | No clasificó           | No clasificó           | No clasificó           | No clasificó           | No clasificó           | No clasificó           | No clasificó           |
| 2010                                  | No clasificó           | No clasificó           | No clasificó           | No clasificó           | No clasificó           | No clasificó           | No clasificó           | No clasificó           | No clasificó           |
| 2014                                  | Fase de grupos         | 20.º                   | 3                      | 1                      | 0                      | 2                      | 4                      | 4                      | 0                      |
| 2018                                  | No clasificó           | No clasificó           | No clasificó           | No clasificó           | No clasificó           | No clasificó           | No clasificó           | No clasificó           | No clasificó           |
| 2022                                  | No clasificó           | No clasificó           | No clasificó           | No clasificó           | No clasificó           | No clasificó           | No clasificó           | No clasificó           | No clasificó           |
| 2026                                  | Por disputarse         | Por disputarse         | Por disputarse         | Por disputarse         | Por disputarse         | Por disputarse         | Por disputarse         | Por disputarse         | Por disputarse         |
| 2030                                  | Por disputarse         | Por disputarse         | Por disputarse         | Por disputarse         | Por disputarse         | Por disputarse         | Por disputarse         | Por disputarse         | Por disputarse         |
| 2034                                  | Por disputarse         | Por disputarse         | Por disputarse         | Por disputarse         | Por disputarse         | Por disputarse         | Por disputarse         | Por disputarse         | Por disputarse         |
| Total                                 | 1/22                   | 59.º                   | 3                      | 1                      | 0                      | 2                      | 4                      | 4                      | 0                      |

### Eurocopa
| Eurocopa                               | Eurocopa            | Eurocopa            | Eurocopa            | Eurocopa            | Eurocopa            | Eurocopa            | Eurocopa            | Eurocopa            |
| Año                                    | Ronda               | Posición            | J                   | G                   | E                   | P                   | GF                  | GC                  |
| -------------------------------------- | ------------------- | ------------------- | ------------------- | ------------------- | ------------------- | ------------------- | ------------------- | ------------------- |
| 1960 - 1992                            | Parte de Yugoslavia | Parte de Yugoslavia | Parte de Yugoslavia | Parte de Yugoslavia | Parte de Yugoslavia | Parte de Yugoslavia | Parte de Yugoslavia | Parte de Yugoslavia |
| Como República de Bosnia y Herzegovina |                     |                     |                     |                     |                     |                     |                     |                     |
| 1996                                   | No participó        | No participó        | No participó        | No participó        | No participó        | No participó        | No participó        | No participó        |
| Como Bosnia y Herzegovina              |                     |                     |                     |                     |                     |                     |                     |                     |
| 2000                                   | No clasificó        | No clasificó        | No clasificó        | No clasificó        | No clasificó        | No clasificó        | No clasificó        | No clasificó        |
| 2004                                   | No clasificó        | No clasificó        | No clasificó        | No clasificó        | No clasificó        | No clasificó        | No clasificó        | No clasificó        |
| 2008                                   | No clasificó        | No clasificó        | No clasificó        | No clasificó        | No clasificó        | No clasificó        | No clasificó        | No clasificó        |
| 2012                                   | No clasificó        | No clasificó        | No clasificó        | No clasificó        | No clasificó        | No clasificó        | No clasificó        | No clasificó        |
| 2016                                   | No clasificó        | No clasificó        | No clasificó        | No clasificó        | No clasificó        | No clasificó        | No clasificó        | No clasificó        |
| 2020                                   | No clasificó        | No clasificó        | No clasificó        | No clasificó        | No clasificó        | No clasificó        | No clasificó        | No clasificó        |
| 2024                                   | No clasificó        | No clasificó        | No clasificó        | No clasificó        | No clasificó        | No clasificó        | No clasificó        | No clasificó        |
| 2028                                   | Por definir         | Por definir         | Por definir         | Por definir         | Por definir         | Por definir         | Por definir         | Por definir         |
| 2032                                   | Por definir         | Por definir         | Por definir         | Por definir         | Por definir         | Por definir         | Por definir         | Por definir         |
| Total                                  | 0/17                | -                   | -                   | -                   | -                   | -                   | -                   | -                   |

### Liga de Naciones de la UEFA
| Liga de Naciones de la UEFA | Liga de Naciones de la UEFA | Liga de Naciones de la UEFA | Liga de Naciones de la UEFA | Liga de Naciones de la UEFA | Liga de Naciones de la UEFA | Liga de Naciones de la UEFA | Liga de Naciones de la UEFA | Liga de Naciones de la UEFA | Liga de Naciones de la UEFA | Liga de Naciones de la UEFA | Liga de Naciones de la UEFA |
| Año                         | L                           | G                           | Ronda                       | Posición                    | J                           | G                           | E                           | P                           | GF                          | GC                          | DG                          |
| --------------------------- | --------------------------- | --------------------------- | --------------------------- | --------------------------- | --------------------------- | --------------------------- | --------------------------- | --------------------------- | --------------------------- | --------------------------- | --------------------------- |
| 2018-19                     | B                           | 3                           | Primer lugar                | 13.º                        | 4                           | 3                           | 1                           | 0                           | 5                           | 1                           | +4                          |
| 2020-21                     | A                           | 1                           | Cuarto lugar                | 15.º                        | 6                           | 0                           | 2                           | 4                           | 3                           | 11                          | -8                          |
| 2022-23                     | B                           | 3                           | Primer lugar                | 18.º                        | 6                           | 3                           | 2                           | 1                           | 8                           | 8                           | 0                           |
| Total                       | Total                       | Total                       | 3/3                         | 18.º                        | 16                          | 6                           | 5                           | 5                           | 16                          | 20                          | -4                          |

## Jugadores

### Última convocatoria
Los siguientes jugadores fueron citados para los encuentros contra  Rumania y Chipre del 21 y 24 de marzo de 2025 por la clasificación para la Copa Mundial de 2026.
| #  | Nombre              | Posición      | Edad    | PJ  | Goles | Club                   |
| -- | ------------------- | ------------- | ------- | --- | ----- | ---------------------- |
| 1  | Nikola Vasilj       | Portero       | 29 años | 16  | 0     | St. Pauli              |
| 12 | Osman Hadzikic      | Portero       | 29 años | 0   | 0     | Velež Mostar           |
| 22 | Martin Zlomislić    | Portero       | 26 años | 1   | 0     | Rijeka                 |
| 2  | Nihad Mujakić       | Defensa       | 27 años | 5   | 0     | Partizán               |
| 3  | Ermin Bičakčić      | Defensa       | 35 años | 42  | 3     | Eintracht Braunschweig |
| 4  | Tarik Muharemović   | Defensa       | 22 años | 4   | 0     | Sassuolo               |
| 5  | Sead Kolašinac      | Defensa       | 32 años | 62  | 0     | Atalanta               |
| 7  | Amar Dedić          | Defensa       | 22 años | 18  | 2     | Olympique de Marsella  |
| 16 | Adrian Leon Barišić | Defensa       | 23 años | 11  | 0     | Basilea                |
| 18 | Nikola Katić        | Defensa       | 28 años | 7   | 0     | Plymouth Argyle        |
| 21 | Stjepan Radeljić    | Defensa       | 27 años | 3   | 0     | Rijeka                 |
| 23 | Arjan Malić         | Defensa       | 19 años | 2   | 0     | Sturm Graz             |
| 6  | Benjamin Tahirović  | Mediocampista | 22 años | 16  | 0     | Brøndby                |
| 8  | Armin Gigović       | Mediocampista | 23 años | 10  | 1     | Holstein Kiel          |
| 13 | Ivan Bašić          | Mediocampista | 23 años | 7   | 0     | Oremburgo              |
| 14 | Ivan Šunjić         | Mediocampista | 28 años | 4   | 0     | Pafos                  |
| 17 | Dženis Burnić       | Mediocampista | 27 años | 10  | 0     | Karlsruher             |
| 19 | Dario Šarić         | Mediocampista | 28 años | 9   | 0     | Cesena                 |
| 20 | Haris Hajradinović  | Mediocampista | 31 años | 14  | 2     | Kasımpaşa              |
| 9  | Samed Baždar        | Delantero     | 21 años | 4   | 0     | Real Zaragoza          |
| 10 | Ermedin Demirović   | Delantero     | 27 años | 33  | 4     | VfB Stuttgart          |
| 11 | Edin Džeko          | Delantero     | 39 años | 140 | 67    | Fenerbahçe             |
| 15 | Amar Memić          | Delantero     | 24 años | 1   | 0     | Viktoria Pilsen        |
| DT | Sergej Barbarez     | Entrenador    | 53 años |     |       | Bosnia y Herzegovina   |

### Mayores Participaciones

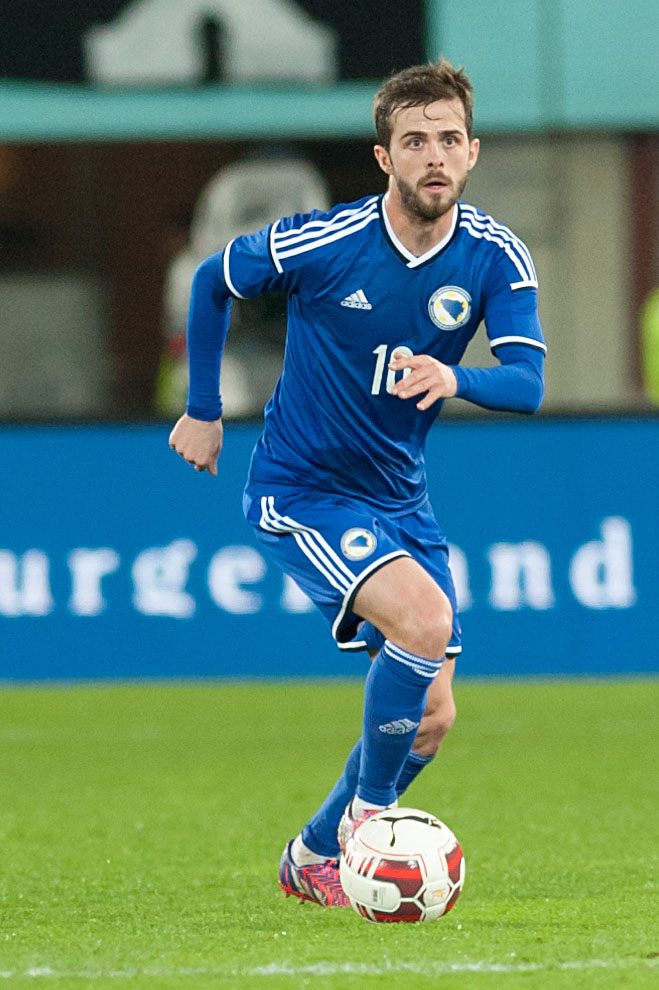
Miralem Pjanić es el segundo futbolista con más partidos de Bosnia y Herzegovina.

Actualizado al 30 de mayo de 2024.
| #  | Jugador            | Periodos  | Partidos | Goles |
| -- | ------------------ | --------- | -------- | ----- |
| 1  | Edin Džeko         | 2007-act. | 141      | 68    |
| 2  | Miralem Pjanić     | 2008-act. | 115      | 17    |
| 3  | Emir Spahić        | 2003-2018 | 94       | 6     |
| 4  | Zvjezdan Misimović | 2004-2018 | 85       | 25    |
| 5  | Vedad Ibišević     | 2007-2018 | 83       | 28    |
| 6  | Asmir Begović      | 2009-2020 | 63       | 3     |
| 7  | Haris Medunjanin   | 2009-2018 | 60       | 9     |
| 8  | Sead Kolasinac     | 2013-act. | 62       | 0     |
| 9  | Senad Lulić        | 2008-2017 | 57       | 4     |
| 10 | Edin Višća         | 2010-2020 | 55       | 10    |

### Jugadores con más goles

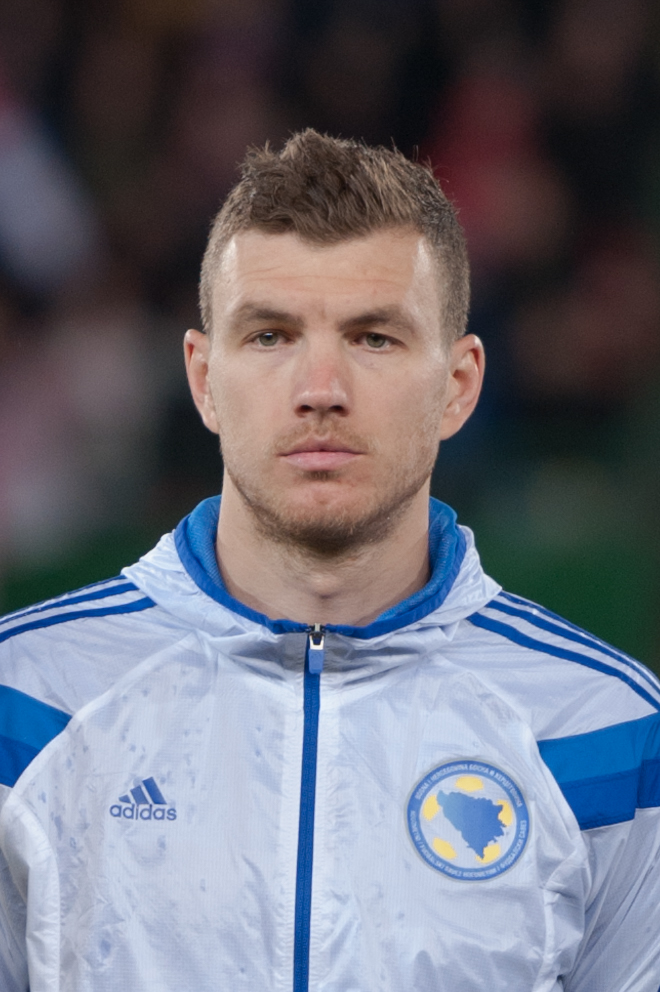
Edin Džeko es el jugador bosnio con más partidos y más goles en la selección.

Actualizado al 30 de mayo de 2024.
| #  | Jugador            | Periodo   | Goles | PJ. | Promedio |
| -- | ------------------ | --------- | ----- | --- | -------- |
| 1  | Edin Džeko         | 2007-act. | 65    | 134 | 0.5      |
| 2  | Vedad Ibišević     | 2007–2018 | 28    | 83  | 0.34     |
| 3  | Zvjezdan Misimović | 2004–2018 | 25    | 85  | 0.29     |
| 4  | Elvir Bolić        | 1996–2006 | 22    | 51  | 0.43     |
| 5  | Miralem Pjanić     | 2008-act. | 18    | 108 | 0.17     |
| 6  | Sergej Barbarez    | 1998–2006 | 17    | 47  | 0.36     |
| 7  | Elvir Baljić       | 1996–2005 | 14    | 38  | 0.37     |
| 8  | Zlatan Muslimović  | 2006–2011 | 12    | 30  | 0.40     |
| 9  | Edin Višća         | 2010-2020 | 10    | 55  | 0.18     |
| 10 | Haris Medunjanin   | 2009–2018 | 9     | 60  | 0.15     |

## Entrenadores
- Al 19 de noviembre de 2024.
| Nombre                    | Desde                    | Hasta                    | PD  | PG | PE | PP  | GF  | GA  | GD  |
| ------------------------- | ------------------------ | ------------------------ | --- | -- | -- | --- | --- | --- | --- |
| Fuad Muzurović            | 30 de noviembre de 1995  | 7 de noviembre de 1997   | 18  | 7  | 2  | 9   | 21  | 25  | −4  |
| Džemaludin Mušović        | 14 de mayo de 1998       | 27 de enero de 1999      | 7   | 1  | 2  | 4   | 7   | 16  | −9  |
| Faruk Hadžibegić          | 10 de marzo de 1999      | 9 de octubre de 1999     | 7   | 2  | 2  | 3   | 10  | 10  | 0   |
| Avdo Kalajdžić (interino) | 18 de agosto de 1999     | 18 de agosto de 1999     | 1   | 0  | 1  | 0   | 0   | 0   | 0   |
| Mišo Smajlović            | 24 de enero de 2000      | 1 de enero de 2002       | 14  | 5  | 4  | 5   | 20  | 17  | 3   |
| Blaž Slišković            | 27 de marzo de 2002      | 11 de octubre de 2006    | 37  | 11 | 11 | 15  | 44  | 56  | −12 |
| Fuad Muzurović            | 21 de diciembre de 2006  | 17 de diciembre de 2007  | 9   | 3  | 0  | 6   | 11  | 16  | −5  |
| Meho Kodro                | 5 de enero de 2008       | 17 de mayo de 2008       | 2   | 0  | 1  | 1   | 2   | 5   | −3  |
| Denijal Pirić (interino)  | 18 de mayo de 2008       | 30 de junio de 2008      | 1   | 1  | 0  | 0   | 1   | 0   | 1   |
| Miroslav Blažević         | 10 de julio de 2008      | 12 de diciembre de 2009  | 17  | 8  | 2  | 7   | 34  | 24  | −10 |
| Safet Sušić               | 29 de diciembre de 2009  | 17 de noviembre de 2014  | 49  | 23 | 9  | 17  | 83  | 59  | 24  |
| Mehmed Baždarević         | 13 de diciembre de 2014  | 10 de octubre de 2017    | 25  | 14 | 5  | 6   | 53  | 30  | 23  |
| Robert Prosinečki         | 4 de enero de 2018       | 27 de noviembre de 2019  | 22  | 9  | 6  | 7   | 29  | 21  | 8   |
| Dušan Bajević             | 21 de diciembre de 2019  | 18 de noviembre de 2020  | 8   | 0  | 3  | 5   | 4   | 14  | −10 |
| Ivaylo Petev              | 21 de enero de 2021      | 31 de diciembre de 2022  | 20  | 6  | 7  | 7   | 19  | 24  | −5  |
| Faruk Hadžibegić          | 4 de enero de 2023       | 23 de junio de 2023      | 4   | 1  | 0  | 3   | 3   | 7   | −4  |
| Meho Kodro                | 3 de agosto de 2023      | 21 de septiembre de 2023 | 2   | 1  | 0  | 1   | 2   | 2   | 0   |
| Savo Milošević            | 29 de septiembre de 2023 | 21 de marzo de 2024      | 5   | 1  | 0  | 4   | 5   | 13  | −8  |
| Sergej Barbarez           | 19 de abril de 2024      | Presente                 | 8   | 0  | 2  | 6   | 4   | 21  | −17 |
| Total                     | Total                    | Total                    | 256 | 93 | 57 | 106 | 352 | 360 | −8  |

## Uniforme
| Primera Equipación | (Ver evolución) |  | Equipación Actual |

## Rivalidades
Bosnia y Herzegovina tiene varias rivalidades futbolísticas significativas. Las rivalidades de la selección de fútbol de Bosnia y Herzegovina son:
- Croacia: La rivalidad entre Bosnia y Herzegovina y Croacia es una de las más intensas en la región de los Balcanes. Esta rivalidad tiene raíces históricas y políticas, dado el pasado conflictivo entre ambos países durante la disolución de Yugoslavia. Los partidos entre Bosnia y Croacia suelen generar mucha pasión y tensión en el campo y entre las aficiones.

- Serbia: Al igual que con Croacia, la rivalidad entre Bosnia y Herzegovina y Serbia tiene un trasfondo histórico y político que se remonta a los conflictos en los Balcanes en la década de 1990.

- Montenegro: A pesar de que la rivalidad entre Bosnia y Herzegovina y Montenegro es menos intensa que con Croacia y Serbia, los enfrentamientos entre ambas selecciones también son significativos para ambas aficiones.

- Kosovo: La reciente presencia de Kosovo disputando partidos oficiales y eliminatorias para distintas competencias oficiales, hace que este encuentro sea potencialmente una rivalidad a futuro.